# Землячка Розалія Самійлівна
Роза́лія Самійлівна Земля́чка (справжнє прізвище — Залкінд; партійні псевдоніми — Самойлова, Демон, Осипов; (20 березня (1 квітня) 1876, Київ — 21 січня 1947, Москва) — професійна революціонерка, радянська партійна і державна діячка. Член ЦК РСДРП у жовтні 1903 — липні 1904 р. Член Центральної контрольної комісії ВКП(б) у травні 1924 — січні 1934 р. Член Комісії Радянського Контролю при РНК СРСР у лютому 1934 — вересні 1940 р. Член ЦК ВКП(б) у березні 1939 — січні 1947 р. Відома як одна з організаторів червоного терору у Криму, унаслідок якого було вбито та закатовано близько 120 тис. осіб.

## Життєпис
Народилася 20 березня (1 квітня) 1876 року в м. Києві (за іншими відомостями — в м. Могильові) в багатій єврейській родині купця 1-ї гільдії, батько — Самуїл Маркович Залкінд. Освіту здобула в Фундуклеївській жіночій гімназії (м. Київ) і Ліонському університеті (медичний факультет).

### Дореволюційна діяльність
В революційному русі — з 1893 року. З сімнадцятирічного віку долучилася до есерів. З 1896 року працювала в марксистській організації в м. Києві. Від 1896 року — член РСДРП. У 1898 році була заарештована та 2,5 років перебувала в тюрмі. По виходу з ув'язнення, з 1901 року — агент «Искры» в містах Одесі і Катеринославі. З 29 вересня (12 жовтня) 1903 року і до липня 1904 року — в ЦК РСДРП. З 1904 року — член Бюро комітетів більшості. В 1905 році — секретар Московського комітету РСДРП, з 1909 року — Бакинської партійної організації В 1910–1914 — в еміграції. В 1915–1916 роках — член Московського бюро ЦК РСДРП, у 1917 році — секретар Московського комітету РСДРП(б).

### Громадянська війна в Росії
У серпні 1918 року відряджена до міста Орші для організації пересування військових частин Червоної армії на Східний фронт. Від вересня 1918 року — комісар Північнодвінської стрілецької бригади Східного фронту. В січні—липні 1919 року — начальник політичного відділу 8-ї армії РСЧА. Як представник політвідділу 8 армії, у квітні 1919 року брала участь у Луганській обороні. В жовтні 1919 — листопаді 1920 року — начальник політичного відділу 13-ї армії. З 1920 року — завідувач політвідділу Північної залізниці.
Після захоплення Кримського півострова військами РСЧА 20 листопада 1920 року призначена секретарем Кримського обкому РКП(б). Вирізнялася особливою жорстокістю, була організатором (спільно з Белою Куном) каральних акцій і масових розстрілів в Криму наприкінці 1920 — початку 1921 року: білогвардійців, представників духовенства, дворянства, інтелігенції та інших, які повірили в обіцяну більшовиками амністію та не евакуювалися разом із армією Врангеля (загалом понад 100 тис. осіб). В січні 1921 року — відкликана з Кримського півострова.

### Повоєнні роки
З січня 1921 по 1923 рік — секретар Замоскворецького районного комітету РКП(б) у Москві; у 1923–1924 роках — завідуюча Організаційним відділом Кубано-Чорноморського обласного комітету РКП(б); з 1924 року по травень 1926 року — завідуюча Організаційно-розподільним відділом Північно-Кавказького крайового комітету РКП(б)-ВКП (б); у 1924–1926 роках — член Південно-Східного бюро ЦК РКП(б); з 31 травня 1924 по 26 січня 1934 року — член Центральної Контрольної Комісії РКП(б)-ВКП(б); з травня 1926 по вересень 1927 року — відповідальний секретар Мотовилихинського районного комітету РКП(б) (Пермський округ); з жовтня 1927 по 1933 рік — завідувачка Об'єднаного бюро скарг Народного комісаріату робітничо-селянської інспекції СРСР; з 13 липня 1930 по 4 лютого 1932 року — член Президії Центральної Контрольної Комісії ВКП(б); з липня 1930 по 26 січня 1934 року — член Партійної колегії Центральної Контрольної Комісії ВКП(б); у 1932–1933 роках — член колегії Народного комісаріату шляхів сполучення СРСР; у 1933–1934 роках — член колегії Народного комісаріату робітничо-селянської інспекції СРСР; з 11 лютого 1934 по 6 вересня 1940 року — член Комісії радянського контролю при РНК СРСР; з лютого 1934 по квітень 1937 року — керівник групи транспорту та зв'язку Комісії радянського контролю при РНК СРСР; з квітня 1937 по 7 травня 1939 року — заступник голови Комісії радянського контролю при РНК СРСР; з 28 березня 1940 по 6 вересня 1940 року — член Економічної Ради при РНК СРСР; з 21 березня 1939 по 21 січня 1947 року — член ЦК ВКП(б); з 8 травня 1939 по 6 вересня 1940 року — голова Комісії радянського контролю при РНК СРСР; з 8 травня 1939 по 26 серпня 1943 року — заступник голови РНК СРСР; з 26 серпня 1943 по 21 січня 1947 року — заступник голови Комісії партійного контролю при ЦК ВКП(б).
Обиралась депутатом Верховної Ради СРСР 1-2 скликань. Автор тенденційних «Спогадів про В. І. Леніна». 
Померла 21 січня 1947 року в Москві. Урна з прахом в Кремлівській стіні на Червоній площі в Москві.

## Нагороди
- 1921 — орден Червоного Прапора (наказ РВСР № 27);
- 3 вересня 1931 — орден Леніна (№ 156; за виняткові заслуги в галузі поліпшення та спрощення державного апарату, пристосування його до завдань розгорненого соціалістичного наступу, в області боротьби з бюрократизмом, з безгосподарністю і безвідповідальністю в радянських і господарських організаціях);
- 1 квітня 1946 — орден Леніна (за багаторічну успішну державну та партійну діяльність, у зв'язку з сімдесятиріччям з дня народження).

## Пам'ять
- Про життя і діяльність Розалії Землячки письменницею Вірою Морозовою написано документальний твір «Розповіді про землячку».
- Лев Овалов присвятив їй біографічну повість «Січневі ночі».
- Дем'ян Бєдний Розалії Землячці присвятив свої вірші.
- Її іменем були названі, а в деяких населених пунктах колишнього СРСР і досі носять назви вулиць, зокрема в м. Києві до 2005 року носила теперішня вулиця Тетяни Яблонської.